# Kenneth Brian Edmonds
Kenneth Brian (Babyface) Edmonds (10 april 1959) is een Amerikaanse r&b-singer-songwriter, gitarist, toetsenist en platen- en filmproducent.

## Geboorte en jeugd
Edmonds werd op 10 april 1959 geboren in Indianapolis, Indiana. Zijn ouders waren Marvin en Barbara Edmonds. Kenneth was de vijfde van zes broers, van wie Melvin en Kevon Edmonds later met Kenneth in After 7 zaten. Kevon zou later ook solo bescheiden successen boeken. Kenneth ging naar de North Central High School in Indianapolis en was een verlegen jongen die liedjes schreef om uitdrukking te geven aan zijn gevoelens.
Nog voordat Kenneth naar de middelbare school ging, overleed zijn vader aan longkanker en bleef zijn moeder alleen met haar zoons achter. In die tijd raakte Kenneth vastbesloten om zijn leven aan de muziek te wijden.

## Muziekcarrière

### Vroege carrière
Edmonds speelde met Bootsy Collins, die hem als tiener al de bijnaam "Babyface" gaf. Hij speelde gitaar in de groep Manchild, met ook Daryl Simmons, dat in 1976 een klein hitje Especially for You had. Als toetsenist in de lichte funk en r&b-groep The Deele maakte hij kennis met drummer Antonio "L.A." Reid, met wie hij later een zeer succesvol songwriter en -producerduo zou vormen. Edmonds' eerste grote verdienste als songwriter voor andere artiesten was het nummer Slow-Jam voor de r&b-band Midnight Star in 1983. Ofschoon geen singlehit werd het Midnight Star-album No Parking on the Dance Floor dubbelplatina en wordt het nummer nog steeds op de radio gedraaid. In 1988 verliet Babyface, met Reid, The Deele.

### Solo en songwriter-producer
Nog in de jaren tachtig droeg Babyface bij aan de newjackswing-sound. Hij schreef en produceerde voor Bobby Brown, Karyn White, Perri "Pebbles" Reid, Paula Abdul en Sheena Easton.
In 1989 richtte Babyface samen met Reid het platenlabel LaFace Records op. Twee groepen waren meteen succesvol: TLC en Toni Braxton. TLC werd een van de bestverkopende vrouwelijke groepen in de muziekgeschiedenis en van Toni Braxtons monumentale debuutalbum uit 1993 werden meer dan acht miljoen exemplaren verkocht en ze verdiende daarmee in 1994 een Grammy Award voor Beste Nieuwe Artist.
Van de eerste twee albums van TLC, Ooooooohhh... On the TLC Tip (1992) en CrazySexyCool (1994) werden in Amerika samen meer dan 15 miljoen stuks verkocht. CrazySexyCool won in 1996 de Grammy Award voor Beste r&b-album.
Babyface stond aan de wieg van de populaire r&b-groep Az Yet.
Hij werkte verder samen met veel succesvolle artiesten. I'm Your Baby Tonight, geproduceerd voor Whitney Houston, was zijn eerste nummer 1-hit in Amerika. Hij schreef en produceerde voor Boyz II Men's End of the Road en I'll Make Love To You, die beiden recordhouder voor de langste notering op nummer 1 in de Billboard Hot 100 zijn. Hij schreef en produceerde mee en deed achtergrondzang op Madonna's Bedtime Stories (1995), waarvan Take a Bow 7 weken op 1 stond en hij oogstte roem met Eric Clapton met de Grammy-scorende hit Change the World van de Phenomenon soundtrack. Tevens schreef en produceerde hij de nummer 1-hit Exhale (Shoop Shoop) voor Whitney Houston alsmede de rest van de Waiting to Exhale soundtrack in 1995, waarvan ongeveer 10 miljoen stuks werden verkocht. Daarmee scoorden ook Whitney Houston, Brandy en Mary J. Blige verscheidene hits.
De zeer productieve Babyface produceerde en schreef muziek voor veel collega-artiesten: Patti LaBelle, Chaka Khan, Aretha Franklin, Janet Jackson, Prince, Al Green, Bruno Mars, Beyoncé, Diana Ross, Michael Jackson, Michael Bolton, Tevin Campbell, Bobby Brown, Tamia, Shola Ama, 3T, Sisqo, Dru Hill, Fall Out Boy, Céline Dion, Katharine McPhee, Mariah Carey, Vanessa L. Williams, Chanté Moore, En Vogue, Eric Clapton, Kenny G, Kristinia DeBarge, Lil Wayne, Ken Hirai, P!nk, Marc Nelson en Phil Collins. Hij won drie achtereenvolgende Grammy Awards voor Producer van het jaar in 1995–1997.
Op het in 1994 uitgebrachte Bedtime Stories-album van Madonna zingt hij op de achtergrond mee met het nummer Take A Bow, waarvan de single vervolgens zeven weken op nummer 1 in de Amerikaanse Billboard-hitlijst) stond.
Ook in 1994 speelde Babyface een gastrol in een aflevering van Beverly Hills, 90210; aflevering Mr. Walsh Goes to Washington (Part 2).
Halverwege de jaren 90 zetten Babyface en zijn vrouw Tracey de Edmonds Entertainment Group op om films te gaan produceren, zoals Soul Food (1997), Josie and the Pussycats (2001) en de soundtrack voor de film The Prince of Egypt, met bijdragen van talloze artiesten waaronder Mariah Carey en Whitney Houston.
Samen met David Foster componeerde Kenneth Edmonds The Power of the Dream de official song van de Olympische Zomerspelen van 1996, gezongen door superstar Céline Dion. Linda Thompson schreef de tekst.
Babyface werkte twee jaar in de studio met Ashanti voor haar album The Declaration.
Het Babyface-album Playlist bevat acht covers en twee originele nummers en kwam uit op 18 september 2007. Dit was het eerste album op het hernieuwde Mercury Records label.
Babyface werkte aan het Lil Wayne-album Tha Carter III, het door Kanye West-geproduceerde Comfortable en met r&b-zangeres Monica aan haar album Still Standing.
Babyface heeft meer dan 26 r&b nummer 1-hits geschreven en geproduceerd.

### Prijzen
Op 30 augustus 2006 werd Babyface, samen met L.A. Reid, gelauwerd als Broadcast Music Incorporated Ikoon.
Gedurende zijn carrière heeft Babyface zeven keer de BMI Pop Songwriter of the Year trofee gekregen en in totaal 51 BMI Awards.

### NPO Radio 2 Top 2000
| Nummer met noteringen in de NPO Radio 2 Top 2000 | '99 | '00  | '01 | '02  |
| ------------------------------------------------ | --- | ---- | --- | ---- |
| How Come, How Long (met Stevie Wonder)           | 887 | 1438 | -   | 1857 |

1. ↑  Een '-' betekent dat het nummer niet was genoteerd en een vetgedrukt getal geeft de hoogste notering aan.
2. ↑  Deze tabel is bijgewerkt tot en met de meest recente editie (2024).

## Persoonlijk leven
In 1992 trouwde Kenneth Edmonds met Tracey. In oktober 2005 kondigden zij aan te gaan scheiden. Ze kregen twee zonen, Brandon en Dylan Michael. In 2007 kreeg Babyface iets met Nicole "Nikki" Pantenburg, zijn backupdanseres (en goede vriendin van en voorheen danseres bij Janet Jackson). In september 2008 werd hun dochter, Peyton Nicole Edmonds, geboren.

## Kenneth "Babyface" Edmonds Highway
In 1999 werd de 40-km lange Interstate 65 naar Indianapolis herdoopt in de Kenneth "Babyface" Edmonds Highway.